# Никон (патріарх Московський)
Патріа́рх Нико́н Моско́вський (в миру Мики́та Мі́нін (рос. Никита Минин); 7 травня 1605 — 17 серпня 1681) — шостий Патріарх Московський (з 25 липня 1652 року), за походженням — ерзя. Повний титул привласенений Никоном: Божою милістю великий пан та господар, архієпископ царюючого міста Москви та всієї великої, та малої, та білої Росії, та всіх північних країн, та помор, та багатьох держав Патріарх. Патріарх Никон увійшов в історію як реформатор московської православної церкви, що призвела до її розколу на старообрядників і новообрядників.

## Кар'єрне сходження
Народився в ерзянській родині в селі Вельдеманово біля Нижнього Новгорода.
У 1626 одружився і прийняв сан священика. Після смерті трьох дітей в 1635 змусив дружину піти в один з московських монастирів, а сам прийняв постриг у Соловецькому монастирі, де прийняв ім'я Никон. Вступивши в конфлікт із початковим старцем скиту Елеазаром Анзерським, утік зі скиту і був прийнятий до Кожеозерського монастиря. У 1643 обраний ігуменом монастиря.
У 1646 представлений цареві Олексію Михайловичу і справив на нього позитивне враження. Це сприяло подальшому кар'єрному росту духівника — того ж року Никон призначений архімандритом Новоспаського монастиря, а в 1649 — митрополитом Новгородським і Великолуцьким.
У 1652 по смерті патріарха Йосифа обраний патріархом московським, в цьому сані служив протягом 14 років (до 1666).

## Реформа
Під час великого посту в 1653 оголосив проведення церковної реформи, що мала на меті уподібнення московитської церкви іншим православним церквам. Йшлося про обрядові і літургійні відмінності, що сформувалися протягом кількох віків між православними церквами. Відмінності стосувалися кількості пальців, якими виконувалося хресне знамення, кількості разів вимови слова «алилуя» під час служби, напрямку руху процесії навколо святинь, кількості просфор при причасті, написання імені Ісуса
Підняте Никоном питання реформи знайшло повну підтримку царя Олексія, допомогу у перекладах богослужбової літератури надав київський монах Єпифаній Славинецький. У 1654 реформи затверджені церковним собором, окрім обрядових особливостей було постановлено також привести у відповідність з візантійськими і богослужбову літературу.
Проте реформа знайшла супротивників і призвела до розколу церкви на прихильників реформи — «никоніан» та супротивників — «старообрядців» або «розкольників», яких очолив Аввакум Петрович. Аввакум вважав, що старі московитські книги краще відповідають православній вірі, тоді як Никон керувався політичними мотивами — бажанням оволодіти Константинополем і служити у Святій Софії в співслужінні з Константинопольським Патріархом.
Владна підтримка никоніанських реформ вирішила їх успіх. Прихильників старого обряду в 1656 постановлено відлучати від церкви, а згодом і піддавати суворим карам. Так, був страчений митрополит Коломни Павєл, ув'язнена і загинула від голоду бояриня Феодосія Морозова. Широко практикувалося спалення заживо вірних у зрубі, зокрема в 1682 такої участі зазнав і сам протопоп Аввакум. Переслідування старообрядців спонукало їх до втечі до глухих районів Московії або за кордон.

## Розжалування і подальша доля

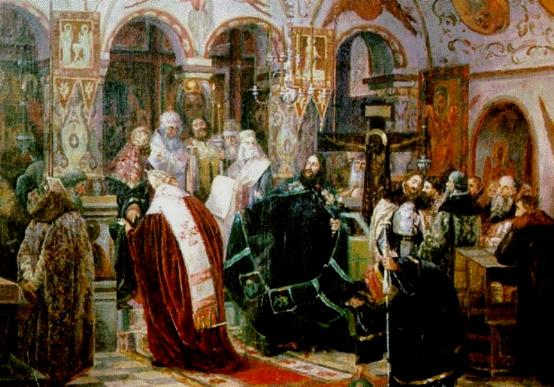
Невідомий автор XIX ст.. Позбавлення сану патріарха Никона

Бажання діяти самостійно призводили до охолодження стосунків патріарха з царем та боярами. Никон висловлював невдоволення окремими положеннями Соборного укладення 1649 року, що зменшували можливість контролю духовенством доходу монастирів, забороняв вживання алкоголю, що викликало невдоволення московитів. Врешті 10 липня 1658 Никон самовільно покинув кафедру і на 6 років оселився в заснованому ним Новоєрусалимському монастирі. Питання про складання повноважень піднімалося з 1660, але Собор вдалося скликати лише в 1666, де реформи Никона були підтверджені, проте самого патріарха було позбавлено сану і заслано у Ферапонтів монастир, а по смерті царя Олексія, в 1676 — у Кирило-Белозерський монастир.
У 1681 дозволено повернутися до Новоєрусалимського монастиря, проте в дорозі старий Никон помер.

## Пам'ять
У 2006 патріарху Никону споруджено й освячено патріархом Алексієм II пам'ятник у Саранську — столиці Мордовії.

### Довідники
- Таранець, С. В. Никон [Архівовано 9 жовтня 2016 у Wayback Machine.] // Енциклопедія історії України : у 10 т. / редкол.: В. А. Смолій (голова) та ін. ; Інститут історії України НАН України. — К. : Наукова думка, 2010. — Т. 7 : Мл — О. — С. 388. — ISBN 978-966-00-1061-1.

- Нікон // Українська мала енциклопедія : 16 кн : у 8 т. / проф. Є. Онацький. — Буенос-Айрес, 1962. — Т. 5, кн. IX : Літери На — Ол. — С. 1144. — 1000 екз.
- Каптерев Н. Ф. Патриах Никон и царь Алексей Михайлович. Т. 1- 2 М., 1996Православная энциклопедия